# Столніч (комуна)
Столніч (рум. Stolnici) — комуна у повіті Арджеш в Румунії. До складу комуни входять такі села (дані про населення за 2002 рік):
- Ізбешешть (396 осіб)
- Влешкуца (325 осіб)
- Кокінешть (666 осіб)
- Котмяна (729 осіб)
- Столніч (1504 особи) — адміністративний центр комуни
- Филфань (208 осіб)

Комуна розташована на відстані 105 км на захід від Бухареста, 33 км на південь від Пітешть, 81 км на схід від Крайови, 137 км на південний захід від Брашова.

## Населення
За даними перепису населення 2002 року у комуні проживали 3828 осіб. Усі жителі комуни рідною мовою назвали румунську.
Національний склад населення комуни:
| Національність | Кількість осіб | Відсоток |
| -------------- | -------------- | -------- |
| румуни         | 3725           | 97,3%    |
| цигани         | 103            | 2,7%     |

Склад населення комуни за віросповіданням:
| Релігія       | Кількість осіб | Відсоток |
| ------------- | -------------- | -------- |
| православні   | 3821           | 99,8%    |
| п'ятдесятники | 3              | 0,1%     |
| римо-католики | 1              | < 0,1%   |
| реформати     | 1              | < 0,1%   |
| адвентисти    | 1              | < 0,1%   |